# Service for Ladies
Service for Ladies is een Britse filmkomedie uit 1932 onder regie van Alexander Korda.

## Verhaal
De ober Max Tracey werkt in het Grand Palace Hotel in Londen. Hij wordt er stapelverliefd op Sylvia Robertson. Als hij erachter komt dat zij en haar vader op skireis gaan naar de Zwitserland, gaat hij meteen achter haar aan.

## Rolverdeling
| Acteur           | Personage          |
| ---------------- | ------------------ |
| Leslie Howard    | Max Tracey         |
| George Grossmith | Mijnheer Westlake  |
| Benita Hume      | Gravin Ricardi     |
| Elizabeth Allan  | Sylvia Robertson   |
| Morton Selten    | Mijnheer Robertson |
| Ben Field        | Breslmeyer         |